# Duplaspidiotus incisus
Duplaspidiotus incisus är en insektsart som beskrevs av Ferris 1941. Duplaspidiotus incisus ingår i släktet Duplaspidiotus och familjen pansarsköldlöss.
Artens utbredningsområde är Panama. Inga underarter finns listade i Catalogue of Life.